# VLM Airlines
VLM Airlines was een Belgische luchtvaartmaatschappij. VLM Airlines voerde onder de naam FlyVLM als nichespeler lijnvluchten uit naar hoofdzakelijk regionale luchthavens.

## Geschiedenis

### VLM Airlines

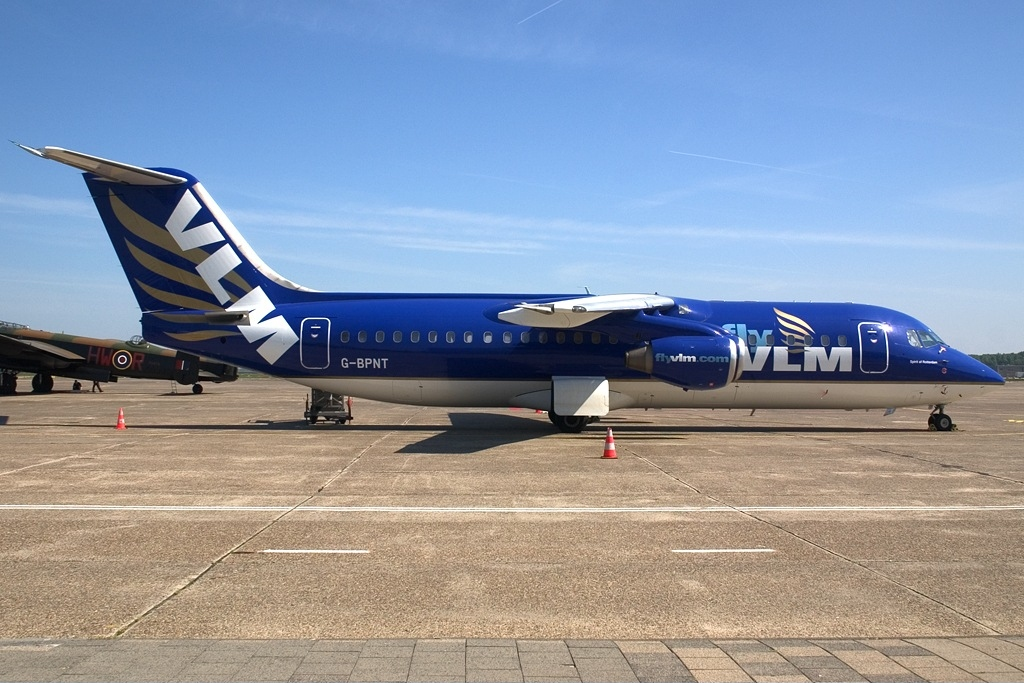
De BAe 146-300 van FlyVLM in Rotterdam

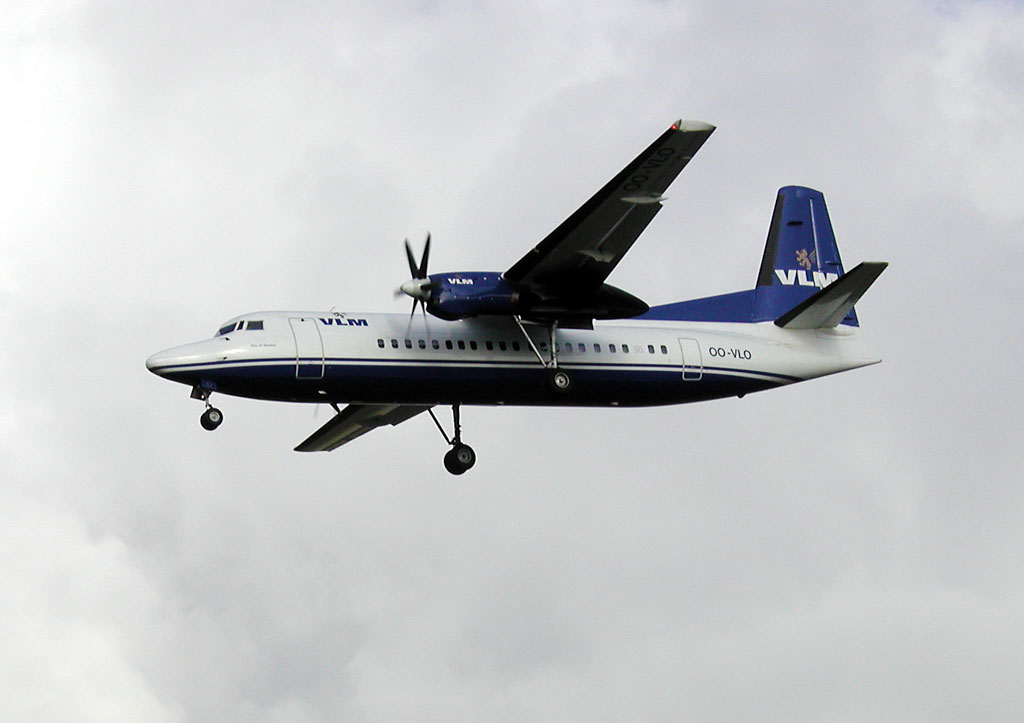
VLM Fokker 50 oude kleuren

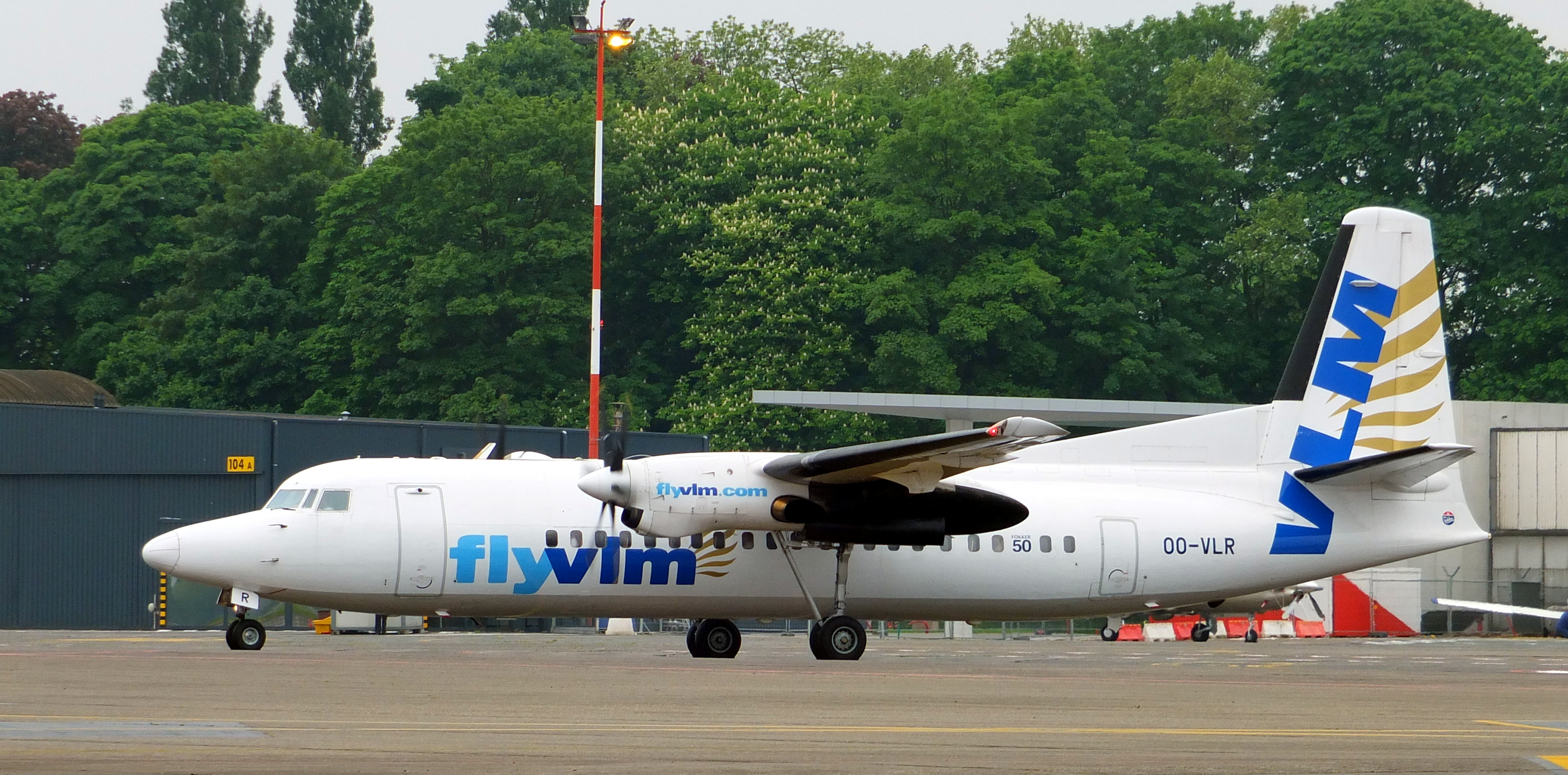
VLM Fokker 50 in de nieuwe kleuren

VLM Airlines (in de beginjaren ook Vlaamse Luchttransportmaatschappij genoemd) werd opgericht in 1992 door Freddy Van Gaever. Van Gaever had al ruime ervaring opgedaan bij de regionale Belgische luchtvaartmaatschappij Delta Air Transport (dat later zou overgenomen worden door de Belgische nationale luchtvaartmaatschappij Sabena), en zou in 2002 na het failliet van Sabena ook nog VG Airlines oprichten.
De eerste vlucht vond plaats in mei 1993 tussen Antwerpen en London City Airport (LCY). Later is VLM Airlines ook vanuit Brussel, Rotterdam, Luxemburg, Amsterdam naar LCY gaan vliegen. Verder opereerde VLM Airlines onder andere de routes LCY-Jersey, LCY-Isle of Man, Antwerpen-Manchester, Rotterdam-Manchester en Rotterdam-Hamburg. VLM Airlines vloog iedere zomer chartervluchten van Rotterdam naar Jersey, Guernsey en Donegal vanaf Rotterdam.
In het verleden heeft VLM Airlines gevlogen op de routes Mönchengladbach (Düsseldorf Express)- LCY, Liverpool - LCY, Rotterdam - München, Rotterdam - Milaan/Malpensa, Brussel - Southampton, Antwerpen - Genève & Groningen - LCY, Antwerpen-Frankfurt (gestopt na een periode van drie maanden).
Na het winnen van een internationale designcompetitie in 1996 veranderde het Nederlands grafisch ontwerpbureau Lila Design het geel/zwarte VLM (ex-Busy Bee) vliegtuigkleurenschema naar een blauw-wit-gouden look. De zwarte Vlaamse leeuw in het VLM-logo werden gouden "wings". De naam Vlaamse Luchttransportmaatschappij werd vanaf dan niet meer gebruikt.
In 2006 waren er 425 werknemers bij VLM Airlines. Er werden dat jaar 682.000 passagiers vervoerd en de omzet bedroeg 99,6 miljoen euro. De thuisbasis van de maatschappij was de luchthaven van Antwerpen in Deurne - nochtans was Antwerpen niet de belangrijkste bestemming van de luchtvaartmaatschappij, London City Airport werd als hub gebruikt. In 2006 maakte VLM Airlines voor het negende opeenvolgende jaar winst.
De vloot van VLM Airlines ontwikkelde zich van één vliegtuig bij de start tot 19 in 2006. De Fokker 50 is geschikt voor de korte vluchten van 1 à 1,5 uur zoals de VLM die verzorgde. Verder werd de Fokker 50 door VLM Airlines ingezet voor charters door heel Europa.
Begin 2007 kwam een BAe 146-300 in de vloot, met een capaciteit van 92 stoelen. VLM Airlines ging hiervoor een damp-lease contract aan met Flightline voor de periode van één jaar. Dit contract werd niet verlengd en daarom maakte de "Jet" op vrijdag 29 februari 2008 haar laatste drie vluchten naar LCY. Gedurende deze periode werd dit vliegtuig op werkdagen 3 keer per dag ingezet op de route Rotterdam - London City, op zondag vloog dit toestel 2 keer naar LCY. Tevens was het mogelijk om met dit vliegtuig verder gelegen (charter-)bestemmingen aan te vliegen in een kortere vliegtijd (vergeleken met de Fokker 50). De BAe 146-300 werd na het einde van het contract door British Aerospace omgebouwd tot vrachttoestel.

### Overname door Air France-KLM en incorporatie in Cityjet
VLM Airlines was, totdat Air France-KLM op 24 december 2007 bekendmaakte het over te nemen, een zelfstandige, onafhankelijke luchtvaartmaatschappij, eigendom van de Nederlander Jaap Rosen Jacobson, die naast VLM Airlines ook nog via zijn 'Panta Holdings BV' over Denim Air beschikt.
Op 28 mei 2009 werd bekend dat Air France-KLM haar dochter VLM Airlines in CityJet gaat integreren. Sinds 2010 werd VLM niet langer als merknaam uitgedragen aan het publiek. Vanaf begin 2010 begon men alle vliegtuigen in VLM-kleuren te overschilderen en gingen ze de naam CityJet dragen. De laatste VLM-vlucht was op vrijdag 26 maart 2010 met de eerste Fokker 50 waarover ze beschikte, de OO-VLM.

### Overname door Intro Aviation
Op 1 mei 2014 was VLM Airlines in handen van Intro Aviation GmbH en werd de lijndienstmaatschappij omgevormd tot ACMI en charter operator. Acht toestellen vlogen in de kleuren van Cityjet (de grootste klant) en 2 toestellen in VLM-kleuren als FlyVLM. De vliegtuigen van VLM airlines waren hierdoor wereldwijd inzetbaar.
Op 10 juli 2014 werd het eerste 'vernieuwde' VLM-vliegtuig voorgesteld aan het publiek. Hierbij maakte het bedrijf in Antwerpen bekend dat het in de nabije toekomst hun vloot verder wilde gaan uitbreiden en benadrukte dat VLM Airlines nog bestaat en onafhankelijk werkt. De Fokker in Antwerpen kreeg alvast ook de tekst ‘City Of Antwerp’ en het logo van de stad Antwerpen mee, om de relatie tussen maatschappij en luchthaven met Antwerpen te benadrukken.

### VLM Airlines opnieuw zelfstandig
Op 27 oktober 2014 maakten VLM Airlines en Intro Aviation GmbH bekend dat Intro Aviation haar aandelen in VLM Airlines zou verkopen aan het management van VLM (management buy-out). Na het afhandelen van de administratieve formaliteiten begin november ging VLM Airlines terug opereren als een onafhankelijke speler in de Belgische luchtvaartsector. VLM Airlines bleef actief op de Europese chartermarkt onder de naam FlyVLM en bood wet lease-contracten aan aan haar klanten. Hierbij fungeert de leasegever als operator voor de vlucht, die het vliegtuig, de bemanning, het onderhoud en de verzekeringen (ACMI = aircraft, crew, maintenance, insurance) op zich neemt, terwijl de leasenemer alle andere operationele kosten en verplichtingen op zich neemt, inclusief verkoop en marketing. Het vluchtnummer komt dan ook van de leasenemer.

### VLM Airlines vraagt faillissement aan
In mei 2016 vroeg VLM Airlines uitstel van betaling aan, nadat huisbankier KBC de rekeningen van de maatschappij had geblokkeerd. De aanvraag was geen verrassing omdat de financiële problemen bij VLM al maanden bekend waren. Bij VLM Airlines werkten nog zo’n 160 mensen. Voorlopig werd nog door VLM gevlogen, maar na een verlies van 13 miljoen euro in 2015 door ongelukkige commerciële initiatieven raakte het geld op. Op 22 juni 2016 vroeg het bedrijf het faillissement aan. Naar aanleiding van het faillissement werden alle vluchten geschrapt. Hierdoor verloren 160 mensen hun baan. Op 29 juni werd bekendgemaakt dat onderhandelingen voor een mogelijke doorstart werden gestaakt.

### Toch een herstart van VLM Airlines
Op 9 september 2016 werd aangekondigd dat SHS Antwerp Aviation N.V. een principeakkoord heeft bereikt met de curatoren. SHS Antwerp Aviation is eigendom van het Nederlandse SHS Aviation B.V., dat voor 60% in handen is van een groep Nederlandse investeerders en 40% in handen van Canadese investeerders, waarvan er twee gedomicilieerd zijn in Hong Kong. Harm Prins is CEO van SHS Antwerp Aviation.

### VLM Airlines in Slovenië
VLM Airlines diende in januari 2017 een Air operator's certificate (AOC)-aanvraag in voor Slovenië. De vliegvergunning werd door het Sloveense Ministerie van Infrastructuur afgeleverd op 10 mei 2017, amper vijf maanden na het indienen van de aanvraag.
In augustus 2017 begon VLM wekelijks te vliegen van Maribor (Slovenië) naar de populaire vakantiebestemmingen Dubrovnik en Split in Kroatië. Daarnaast voerde de luchtvaartmaatschappij in opdracht van een Italiaanse touroperator ook vluchten uit van Italiaanse luchthavens naar bestemmingen in Kroatië, Griekenland en Montenegro.

### VLM Airlines in Antwerpen
Op 30 oktober 2017 werd de verbinding Antwerpen – London City Airport opnieuw ingehuldigd. VLM nam de route over van Cityjet, die sinds 2008 op Londen vloog. Daarvoor, van 1993 tot 2008 was het VLM die tussen beide steden vloog.
Op 15 november 2017 verkreeg de luchtvaartmaatschappij naast de Sloveense nu ook een Belgische vliegvergunning voor de Fokker 50 toestellen. Voor de Airbus A320-200 nam de maatschappij eerder al de vliegvergunning van Thomas Cook Airlines Belgium over. Op 24 november 2017 geraakte bekend dat VLM Antwerpen met Zurich ging verbinden vanaf 22 januari 2018, op 8 januari breidde VLM zijn netwerk nog verder uit met vluchten tussen Antwerpen en Birmingham en tussen Antwerpen en Maribor (via Munchen). Half april werden de vluchten tussen Maribor en Munchen evenwel verminderd van vijf naar twee.
Begin april 2018 maakte VLM de opstart bekend van drie nieuwe bestemmingen: Aberdeen, Keulen en Rostock. Op 6 augustus 2018, amper vier maanden na de opstart van deze bestemmingen werden deze reeds geschrapt. Bleef enkel over: Antwerpen - Londen City en Antwerpen - Zurich. De luchtvaartmaatschappij had nog grootse plannen want op 24 april kondigde ze twee nieuwe routes aan: Antwerpen - Manchester en eveneens van Manchester naar de luchthaven van Oostende (vanaf 1 oktober). Deze laatste twee routes zijn er nooit gekomen.
Op 31 augustus 2018 legde SHS Aviation B.V., de moedermaatschappij van VLM de boeken neer. Op 2 september 2018 landde de laatste vlucht in Antwerpen. Alle 85 werknemers verloren hun job.

### VLM Airlines in Brussel
In februari 2018 werden de activiteiten in Brussel overgedragen aan een Nederlandse investeerder. De activiteiten in Antwerpen bleven wel in handen van SHS Aviation, maar beide luchtvaartmaatschappijen vlogen onder dezelfde naam. VLM Airlines Brussel ging in december 2018 in vereffening.

## Vloot
Per augustus 2018:
- 3 Fokker 50

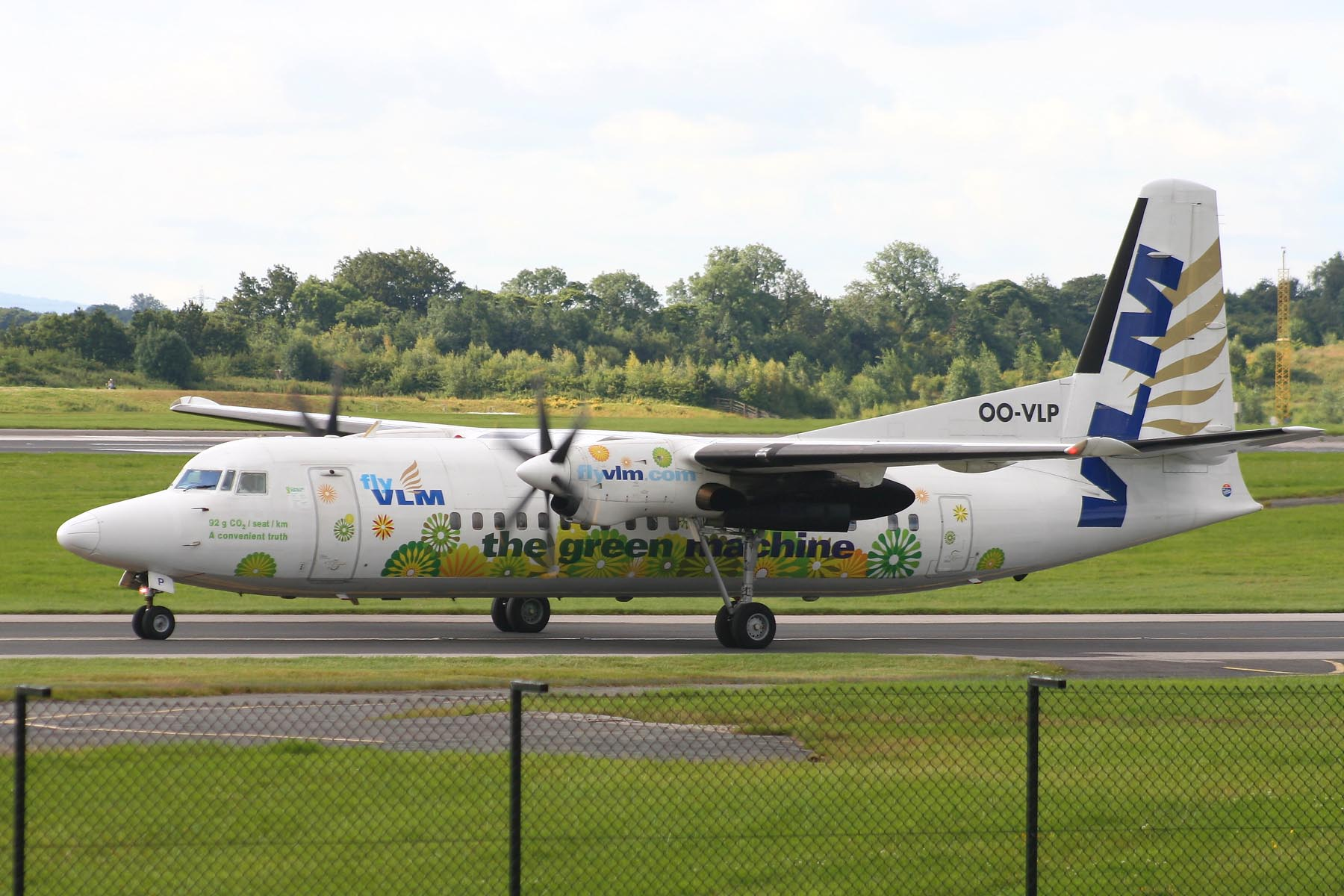
Een toestel type Fokker 50

Op 2 november 2016 telde de vloot van VLM Airlines nog zeven Fokker-50's in eigendom, waarvan zes in vliegwaardige toestand. In juni 2016, net voor het faillissement, bestond de vloot uit elf Fokker-50's (waarvan zeven in eigendom en vier geleasede vliegtuigen naar aanleiding van een sale & lease back-overeenkomst met Jetstream Aviation uit Miami), in 2014 waren dat er nog twaalf. Na de heropstart van VLM zijn er in november 2017 twee Airbus A320-200 toestellen aan de vloot toegevoegd. Deze toestellen waren afkomstig van het voormalige Thomas Cook Airlines Belgium. Op 16 februari 2018 gingen de twee Airbus A320-100 naar VLM (Brussels, ex-Thomas Cook Airlines Belgium). Bij het faillissement van VLM bestond de vloot nog uit slechts drie Fokker 50 toestellen, VLM had reeds drie Fokker 50 toestellen van de hand gedaan aan het Zweedse Amapola.